# Wałpusz (See)
Der Wałpusz (deutsch Waldpusch-See) ist ein See in der Woiwodschaft Ermland-Masuren in Polen, im historischen Ostpreußen. An seinem westlichen Ufer liegt das gleichnamige Dorf Wałpusz (deutsch Waldpusch), im Nordosten der Ort Stare Kiejkuty (deutsch Alt Keykuth).

## Geografie
Die Ufer sind im breiteren südlichen Teil eher flach und sumpfig, im engeren Nordteil steiler. In einer östlichen Bucht fließt der Marksobski-Kanal aus dem östlich gelegenen Marksobsky-See zu, im Norden gibt es eine Verbindung aus dem See Starokiejkuckie (Alt Keykuther See). Aus dem See nordöstlich der Stadt Szczytno (deutsch Ortelsburg) fließt in südlicher Richtung der rund 65,7 km lange Fluss Wałpusza (Waldpusch) ab. Im See liegen zwei Inseln mit einer Fläche von 1,8 ha.
Die Landesstraße 58 führt um das nördliche Seeufer herum.

## Geschichte
Erste Nennungen des Sees gehen auf die Zeit um 1420 zurück. Damals hieß der See Alpus, auch Walpus. Der Name wurzelte in der Altpreußischen Sprache und lässt sich unter Einbeziehung der Hethitischen, der Litauischen und der Lettischen Sprache als „jung, frisch“ deuten. Im Deutschen schob sich durch eine Umdeutung zu „Wald“ ein „d“ ein.
Der See war Teil der äußeren Befestigungslinien der Feste Boyen in Lötzen und Standort eines Infanteriewerks.
1912 gab es Planungen für einen Ostkanal, der als Wirtschaftskanal die Weichsel mit den Masurischen Seen verbinden sollte. Eine Streckenführung hätte den Waldpusch-See eingebunden.
Seit 2003 bildet der See mit seinen Ufern eine Ruhezone.